# Stora Herrestad
Stora Herrestad är en tätort i Ystads kommun och kyrkby i Stora Herrestads socken i Skåne, belägen mellan Ystad och Tomelilla.

## Historia
Stora Herrestad, under medeltiden Hervestath, tillhörde 1658 den oekonomiske Ove Tagesson Thott, ägare till Skabersjö slott och Bjärsjöholm. Sedan tillhörde det Jakob De la Gardies änka, Ebba Brahe, som utökade godset avsevärt. På 1690-talet drogs det in till kronan från fältmarskalken greve Otto Wilhelm Königsmarcks arvingar, men var 1711 redan återlämnat till dem. Det var därefter, 1726–1799, i ätten Hårds ägo. Det gick sedan genom flera händer och köptes 1820 av kommerserådet Carl Martin Lundgren i Ystad. Godset ägdes därefter av hans son, konsul J R. Lundgren, men styckades efter hans död. Det tillhörde sedan kammarherren Carl Gustaf Sparre på Kronovall.
Stora Herrestad var fram till 1878 tingsplats för Herrestads härad och Ljunits härad.

### Befolkningsutveckling
| Befolkningsutvecklingen i Stora Herrestad 1960–2020 | Befolkningsutvecklingen i Stora Herrestad 1960–2020 | Befolkningsutvecklingen i Stora Herrestad 1960–2020 | Befolkningsutvecklingen i Stora Herrestad 1960–2020 | Befolkningsutvecklingen i Stora Herrestad 1960–2020 |
| --------------------------------------------------- | --------------------------------------------------- | --------------------------------------------------- | --------------------------------------------------- | --------------------------------------------------- |
|                                                     |                                                     |                                                     |                                                     |                                                     |
| År                                                  |                                                     |                                                     | Folkmängd                                           | Areal (ha)                                          |
| 1960                                                | 1960                                                |                                                     | 245                                                 |                                                     |
| 1965                                                | 1965                                                |                                                     | 268                                                 |                                                     |
| 1970                                                | 1970                                                |                                                     | 231                                                 |                                                     |
| 1975                                                | 1975                                                |                                                     | 227                                                 |                                                     |
| 1980                                                | 1980                                                |                                                     | 221                                                 |                                                     |
| 1990                                                | 1990                                                |                                                     | 242                                                 | 48                                                  |
| 1995                                                | 1995                                                |                                                     | 250                                                 | 48                                                  |
| 2000                                                | 2000                                                |                                                     | 263                                                 | 48                                                  |
| 2005                                                | 2005                                                |                                                     | 258                                                 | 48                                                  |
| 2010                                                | 2010                                                |                                                     | 293                                                 | 47                                                  |
| 2015                                                | 2015                                                |                                                     | 331                                                 | 67                                                  |
| 2020                                                | 2020                                                |                                                     | 315                                                 | 55                                                  |
|                                                     |                                                     |                                                     |                                                     |                                                     |

## Samhället
Samlat i byn ligger Stora Herrestads kyrka, herrgården, tingshuset som numera är museum, och gästgivaregården på andra sidan riksväg 19.
Stora Herrestads gods är bebyggt med ett två våningar högt stenhus, samt försedd med trädgård i gammal fransk stil, med stora alléer, springvatten m. m.